# Randia truncata
Randia truncata là một loài thực vật có hoa trong họ Thiến thảo. Loài này được Greenm. & C.H.Thomps. miêu tả khoa học đầu tiên năm 1914.